# قوجور سفلی
قوجور سفلی یکی از روستاهای استان آذربایجان شرقی است که در دهستان چاراویماق مرکزی بخش مرکزی شهرستان چاراویماق واقع شده‌است.این روستا ۵۱ نفر جمعیت دارد.